# Пен Чжаоцінь
Пен Чжаоцінь (кит. спр. 彭肇勤, піньїнь: Peng Zhaoqin; нар. 8 травня 1968, Гуанчжоу) – китайська шахістка і шаховий тренер, представниця Нідерландів від 1996 року, гросмейстер серед жінок від 1992 року, володарка чоловічого звання гросмейстера від 2004 року.

## Шахова кар'єра
Найбільших успіхів у своїй кар'єрі досягнула в 1990-х роках, коли належала до першої десятки шахісток світу. 1991 року посіла 2-ге місце на міжзональному турнірі в Суботиці і отримала путівку на турнір претенденток 1992 року в Шанхаї, де посіла 6-те місце. У наступному циклі розіграшу чемпіонату світу серед жінок знову потрапила на турнір претенденток, завдяки 5-му місцю в Джакарті. Турнір претенденток 1994 року в Тілбурзі завершила на 6-му місці. Третю путівку на турнір претенденток здобула 1995 року в Кишиневі, посівши 5-те місце. Два роки по тому в Гронінгені посіла 5-те місце. У 2000, 2001, 2004 і 2006 роках чотири рази брала участь у чемпіонатах світу, які проходили за олімпійською системою, двічі (2000 та 2001) діставшись чвертьфіналу.
1997 року завоювала свій перший титул чемпіонки Нідерландів, наступні дванадцять – у 2000-2010 роках (без перерви). 2004 року в Дрездені здобула срібну медаль на чемпіонаті Європи серед жінок.
Неодноразово представляла Китай і Нідерланди на командних змаганнях, зокрема:
- дванадцять разів на шахових олімпіадах (1988, 1990, 1992, 1994, 1998, 2000, 2002, 2004, 2006, 2008, 2010, 2012); п'ятиразова медалістка: у командному заліку – тричі бронзова (1990, 1992, 1994), а також в особистому заліку – золота (1988 – 3-тя шахівниці) і бронзова (1998 – 1-ша шахівниця)[10],
- сім разів на командних чемпіонатах Європи (2001, 2003, 2005, 2007, 2009, 2011, 2013); триразова медалістка: в особистому заліку – двічі золота (2007 – на 1-й шахівниці, 2007 – за рейтинговий перформенс) і бронзова (2001 – на 1-й шахівниці)[11].

Найвищий рейтинг Ело в кар'єрі мала станом на 1 квітня 2002 року, досягнувши 2472 точок займала тоді 17-те місце в світовому рейтинг-листі ФІДЕ, одночасно займаючи 1-ше місце серед нідерландських шахісток.

## Зміни рейтингу
| На цьому місці має відображатися графік чи діаграма, однак з технічних причин його відображення наразі вимкнено. Будь ласка, не видаляйте код, який викликає це повідомлення. Розробники вже працюють для того, щоби відновити штатне функціонування цього графіка або діаграми. | |
| | На цьому місці має відображатися графік чи діаграма, однак з технічних причин його відображення наразі вимкнено. Будь ласка, не видаляйте код, який викликає це повідомлення. Розробники вже працюють для того, щоби відновити штатне функціонування цього графіка або діаграми. |